# نجدالجرع (حزم العدين)

تعديل مصدري - تعديل

نجدالجرع محلة تابعة لقرية الطحان، التابعة لعزلة يريس بمديرية حزم العدين إحدى مديريات محافظة إب في الجمهورية اليمنية، بلغ تعداد سكانها 29 حسب تعداد اليمن لعام 2004.